# Hekou (socken i Kina, Shandong)
Hekou (kinesiska: 河口街道, 河口) är en socken i Kina. Den ligger i provinsen Shandong, i den östra delen av landet, omkring 190 kilometer nordost om provinshuvudstaden Jinan. Antalet invånare är 78 471. Befolkningen består av 38 975 kvinnor och 39 496 män. Barn under 15 år utgör 15,0 %, vuxna 15-64 år 76 %, och äldre över 65 år 8,0 %.
Genomsnittlig årsnederbörd är 653 millimeter. Den regnigaste månaden är juli, med i genomsnitt 240 mm nederbörd, och den torraste är januari, med 7 mm nederbörd.